# Хервасіо Деферр
Хервасіо Деферр  (ісп. Gervasio Deferr, нар. 7 листопада 1980 року) — іспанський гімнаст, олімпійський чемпіон.

## Виступи на Олімпіадах
| Олімпіада   | Дисципліна         | Місце             |
| ----------- | ------------------ | ----------------- |
| Сідней 2000 | Абсолютна першість | 90 (кваліфікація) |
| Сідней 2000 | Командна першість  | 11 (кваліфікація) |
| Сідней 2000 | Вільні вправи      | 25 (кваліфікація) |
| Сідней 2000 | Опорний стрибок    | 1                 |
| Афіни 2004  | Абсолютна першість | 91                |
| Афіни 2004  | Командна першість  | 10 (кваліфікація) |
| Афіни 2004  | Вільні вправи      | 4                 |
| Афіни 2004  | Опорний стрибок    | 1                 |
| Пекін 2008  | Абсолютна першість | 67 (кваліфікація) |
| Пекін 2008  | Командна першість  | 11 (кваліфікація) |
| Пекін 2008  | Вільні вправи      | 2                 |
| Пекін 2008  | Паралельні бруси   | 59 (кваліфікація) |
| Пекін 2008  | Перекладина        | 64 (кваліфікація) |